# Sätra, Rättviks kommun
Sätra är en tidigare småort i Rättviks socken i Rättviks kommun i Dalarnas län. Orten är sedan 2015 en del av tätorten Backa.